# Rim Kun-tan
 (février 2021).
Rim Kun-tan, née le 21 décembre 1933 dans une famille d’agriculteurs pauvre du nord du pays dans le village de Pohung de l’arrondissement de Pochon (en) dans la province du Ryanggang, est une écrivaine pour enfants de Corée du Nord qui a écrit plusieurs centaines de chansons et de poèmes pendant plus de 50 ans. Son nom est aussi romanisé sous la forme Im Kŭm-dan.

## Biographie
Rim Kun-tan a passé son enfance en Chine et n'arrive en Corée qu'après l'indépendance. Elle a participé à la guerre de Corée comme infirmière avant d’être démobilisée en 1951 pour qu’elle puisse poursuivre ses études à la faculté de littérature de l'université Kim Il-sung où elle reste jusqu’en 1955,. Elle s’intéressait alors essentiellement à la poésie. Après avoir obtenu son diplôme, elle est nommée instructrice au département de littérature pour enfants de l’Union des écrivains de Corée (조선작가동맹),, qui est par la suite intégrée au sein de la Fédération coréenne de littérature et des arts (en), une institution contrôlée par le Parti du travail de Corée et notamment chargée de diffuser l’idéologie du parti. C’est donc de façon inattendue pour elle qu’elle se détourne de la poésie pour se lancer dans la littérature pour enfants. Ces œuvres figurent alors dans les manuels de coréen et de chanson destinés aux enfants des écoles maternelles, primaires et secondaires.
Dans la suite de sa carrière, elle travaille aussi pour la Société de production littéraire coréenne (조선문학창작사) dans un de ses studios de création dominant la mer Jaune,. Elle allait aussi fréquemment dans les écoles à la rencontre des élèves. Son œuvre reflète son amour pour l'avenir et la patrie et est caractérisée par une représentation émotionnelle de l’innocence de l’enfance. Pour elle, la littérature de jeunesse est une entreprise qui nourrit l’avenir du pays.
Rim Kun-tan a reçu le prix Kim Il-sung en 1989. Elle a été invitée en tant que représentant spécial à de nombreux événements, notamment au huitième congrès du Parti du travail de Corée en 2021.

## Œuvres principales
Cette sélection est issue de l’article « Une écrivaine pour enfants », qui a fourni aussi la traduction des titres en français:
- Joyeux chemin menant à l'école
- Arc-en-ciel d'amour (사랑의 무지개, 1978)
- Du haut du mont Paektu
- Les bourgeons qui éclatent (새싹 이 움틀 때, 1985)[5]
- Azalées de la commune de Paeksong (백송리 의 진달래, 2011)[6]

Autres œuvres :
- Chant d’amour (사랑의노래, 1980)[7]